# Булан
Була́н (каз. Бұлан) — село у складі Сиримського району Західноказахстанської області Казахстану. Адміністративний центр Буланського сільського округу.
Населення — 515 осіб (2021; 624 у 2009, 825 у 1999, 910 у 1989).